# Désiré Le Jeune
Désiré Joseph Le Jeune, ook genaamd Le Jeune d'Allegeershecque, (Gent, 6 augustus 1805 - Brussel, 12 mei 1865) was een Belgisch volksvertegenwoordiger.

## Geschiedenis
In 1770 verleende keizerin Maria-Theresia de persoonlijke titel ridder aan François-Bernard Le Jeune, heer van Allegeershecque, grootvader van de hierna genoemden Jean-Baptiste en Désiré le Jeune.

## Désiré le Jeune
Désiré Le Jeune was een zoon van advocaat, rechter, procureur des Konings en voormalig jezuïet Pierre Le Jeune (1750-1831) en van Jeanne Van Loo. Hij trouwde met Marie-Josine Cornelis (1808-1894) en ze kregen zeven kinderen.
Hij promoveerde tot doctor in de rechten (1829) aan de Rijksuniversiteit Gent en werd:
- secretaris van de Veiligheidscommissie van Gent (1831),
- arrondissementscommissaris van Oudenaarde (1832),
- arrondissementscommissaris van Eeklo (1832-1839),
- arrondissementscommissaris van Oudenaarde (1839-1845),
- commissaris van het Munthof (1845-1865).

In 1835 werd hij katholiek volksvertegenwoordiger voor het arrondissement Eeklo en vervulde dit mandaat tot aan de wet op de onverenigbaarheden in 1848.
In 1847 bekwam hij erkenning in de erfelijke Belgische adel met de titel ridder, overdraagbaar bij eerstgeboorte. Onder zijn zeven kinderen zijn te vermelden:
- Désiré le Jeune (1836-1874), die trouwde met Johanna Buys (1841-1898), met afstammelingen tot heden.
- Emile le Jeune (1838-1883), priester, directeur van de Zusters Maricolen in Deinze.
- Marie le Jeune (1840-1886), kloosterzuster.
- Joséphine le Jeune (° 1842), kloosterzuster.
- Leon le Jeune (1848-1922), advocaat, trouwde met Louise Masson (1860-1946), met afstammelingen tot heden
- Paul le Jeune (1851-1937) trouwde met Odile De Block (1851-1929), met afstammelingen tot heden.

## Jean-Baptiste le Jeune
Jean-Baptiste Le Jeune (Gent, 23 januari 1797 - Antwerpen, 27 mei 1861), oudere broer van Désiré, kreeg in 1847 erkenning in de erfelijke Belgische adel met de titel van ridder. Hij werd ontvanger van registratie en domeinen in Sint-Niklaas en trouwde in 1827 in Brussel met Sophie De Beer (1797-1843), met afstammelingen tot heden.